# Saltopus
Saltopus es un género extinto representado por una única especie de arcosaurio ornitodiro dinosauriforme. Vivió a finales del Triásico en Escocia.

## Descripción

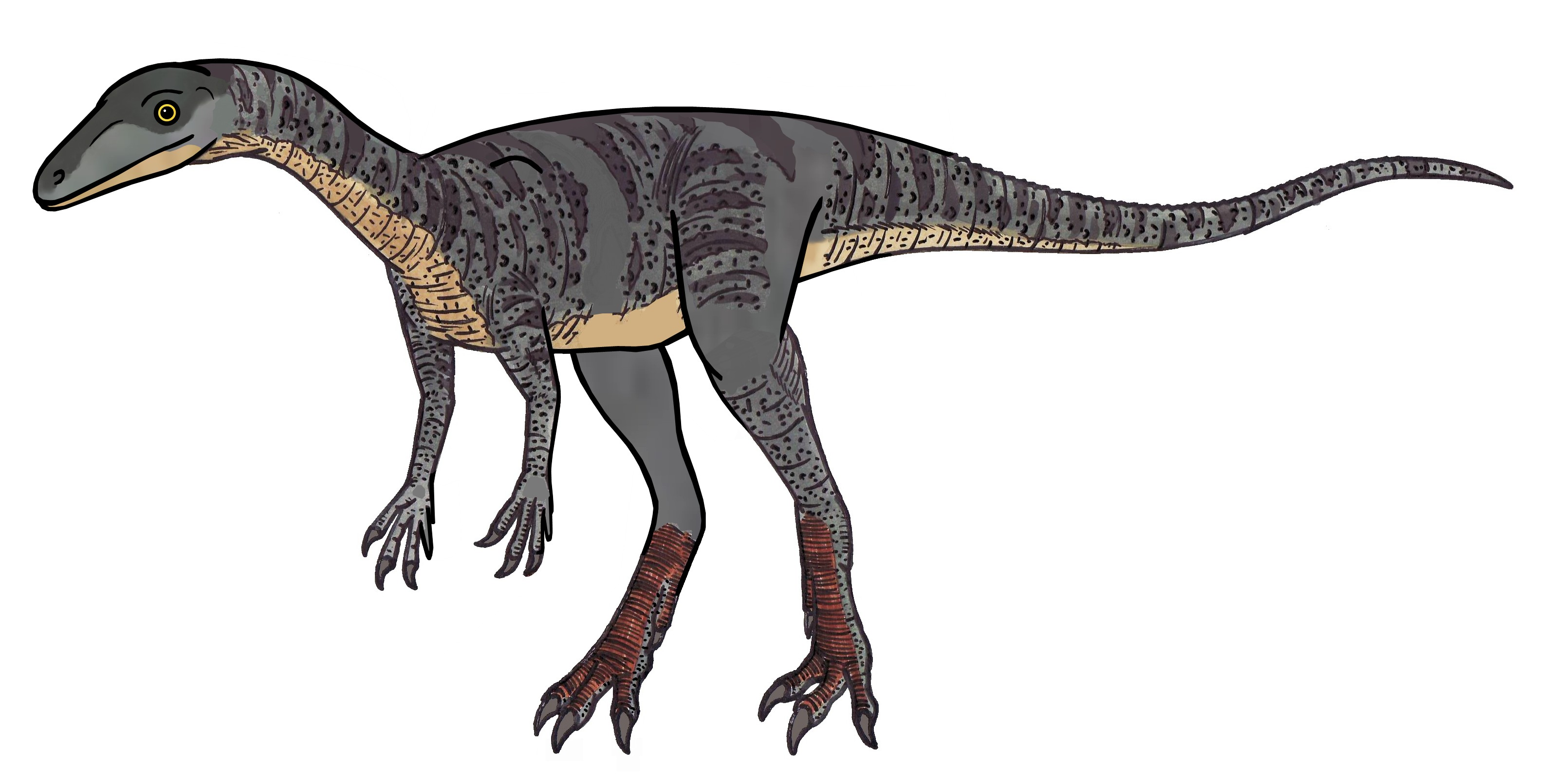
Recreación de Saltopus.

Saltopus elginensis es conocido exclusivamente a partir de un único esqueleto parcial que carece de cráneo pero incluye partes de la columna vertebral, la pelvis y las extremidades posteriores. Estas se han preservado en su mayoría como impresiones o moldes naturales en la arenisca; en cambio, muy poco material óseo se conservó. Tenía un tamaño aproximado al de un gato doméstico, pudiendo haber alcanzado entre 80 - 100 centímetros de largo. Poseía huesos huecos como los de las aves y otros dinosaurios. Se estima su peso en alrededor de 1 kilogramo. La mayor parte de su longitud estaba abarcada por la cola. Debió tener manos con cinco dedos, con el cuarto y el quinto de tamaño reducido. Contrariamente a la descripción científica original, en 2011 se estableció que el sacro (las vértebras de la cadera) se componía de solo dos vértebras, la condición primitiva ancestral, no de cuatro.

## Historia
El único fósil de Saltopus fue descubierto por William Taylor en las canteras Lossiemouth West & East. Fue descrito y nombrado por Friedrich von Huene en 1910 con la especie tipo Saltopus elginensis. El nombre del género se deriva del término en latín saltare, "saltar" y el griego πούς, pous, "pies". El nombre de la especie se refiere a su procedencia cerca del área de Elgin. El espécimen holotipo NHMUK R.3915 fue excavado en la Formación Lossiemouth Sandstone que data de las épocas del Carniense al Noriense.

## Clasificación
Ha sido varias veces identificado como un saurisquio, hasta un avanzado terópodo y un pariente de Herrerasaurus, pero este taxón está en discusión debido a lo fragmentario de los restos recuperados. Algunos investigadores como S. Paul, ha sugerido que se trata de un ejemplar juvenil de un celofísido como Coelophysis o Procompsognathus. En cambio Rauhut y Hungerbühler sugirieron que se trata de un primitivo dinosauriomorfo, no un verdadero dinosaurio, sino cercano a Lagosuchus. Michael Benton, continuando los estudios del difunto Alick Walker redescribiendo el fósil, concluyó en un estudio de 2011 que era un dinosauriforme más derivado que Pseudolagosuchus pero por fuera del clado menor que incluye a los Silesauridae y los Dinosauria.
Un análisis filogenético de los dinosaurios primitivos y otros dinosauromorfos fue publicado por Baron, Norman & Barrett en 2017, y en este se encuentra que Saltopus estaría cerca de la base del linaje de los dinosaurios, sugiriendo que puede ser el pariente más cercano de los dinosaurios verdaderos.